# Scobey
Scobey è una città degli Stati Uniti d'America situata in Montana, nella contea di Daniels.